# ملعب أفيفا
ملعب أفيفا هو ملعب متعدد الاستخدام يقع في دبلن عاصمة جمهورية أيرلندا . غالبا ما يتم استخدامه لمباريات كرة القدم. يسع الملعب لجلوس 51,700 متفرج. بُنِي في موقع الملعب السابق لانسداون رود الذي هُدِّم في 2007. يعتبر الملعب الرسمي الذي يخوض فيه منتخب جمهورية أيرلندا مبارياته الدولية، كما يعتبر الملعب الرئيسي لمنتخب أيرلندا لاتحاد الرغبي. تم افتتاح الملعب في مايو سنة 2010.

## وصلات خارجية
- الموقع الرسمي